# Macrostylis spiniceps
Macrostylis spiniceps är en kräftdjursart som beskrevs av Barnard 1920. Macrostylis spiniceps ingår i släktet Macrostylis och familjen Macrostylidae. Inga underarter finns listade i Catalogue of Life.